# آقای مدیر
آقای مدیر، فیلمی به کارگردانی سید وحید حسینی و  تهیه‌کنندگی مجید عباسی و نویسندگی زهرا خمسه محصول سال ۱۳۹۰ است.

## بازیگران
- مهران رجبی
- امیر غفارمنش
- اشکان اشتیاق
- عباس جمشیدی
- مهران رنجبر
- حلیمه سعیدی
- محمدرضا حقگو